# 宮内庁
宮内庁（くないちょう、英語: Imperial Household Agency）は、日本の行政機関のひとつ。皇室関係の国家事務、天皇の国事行為である外国大使・公使の接受に関する事務、皇室の儀式に係る事務および御璽・国璽の保管等を所管する内閣府の機関である。
なお、宮内庁は以前は総理府の外局（総理府設置法17条）であったが、現在は内閣府の外局（内閣府設置法第49条、第64条）ではなく「内閣府に置かれる独自の位置づけの機関」とされている（内閣府設置法第48条）。官報の掲載では内閣府については「外局」ではなく「外局等」として宮内庁を含めている。

## 概説

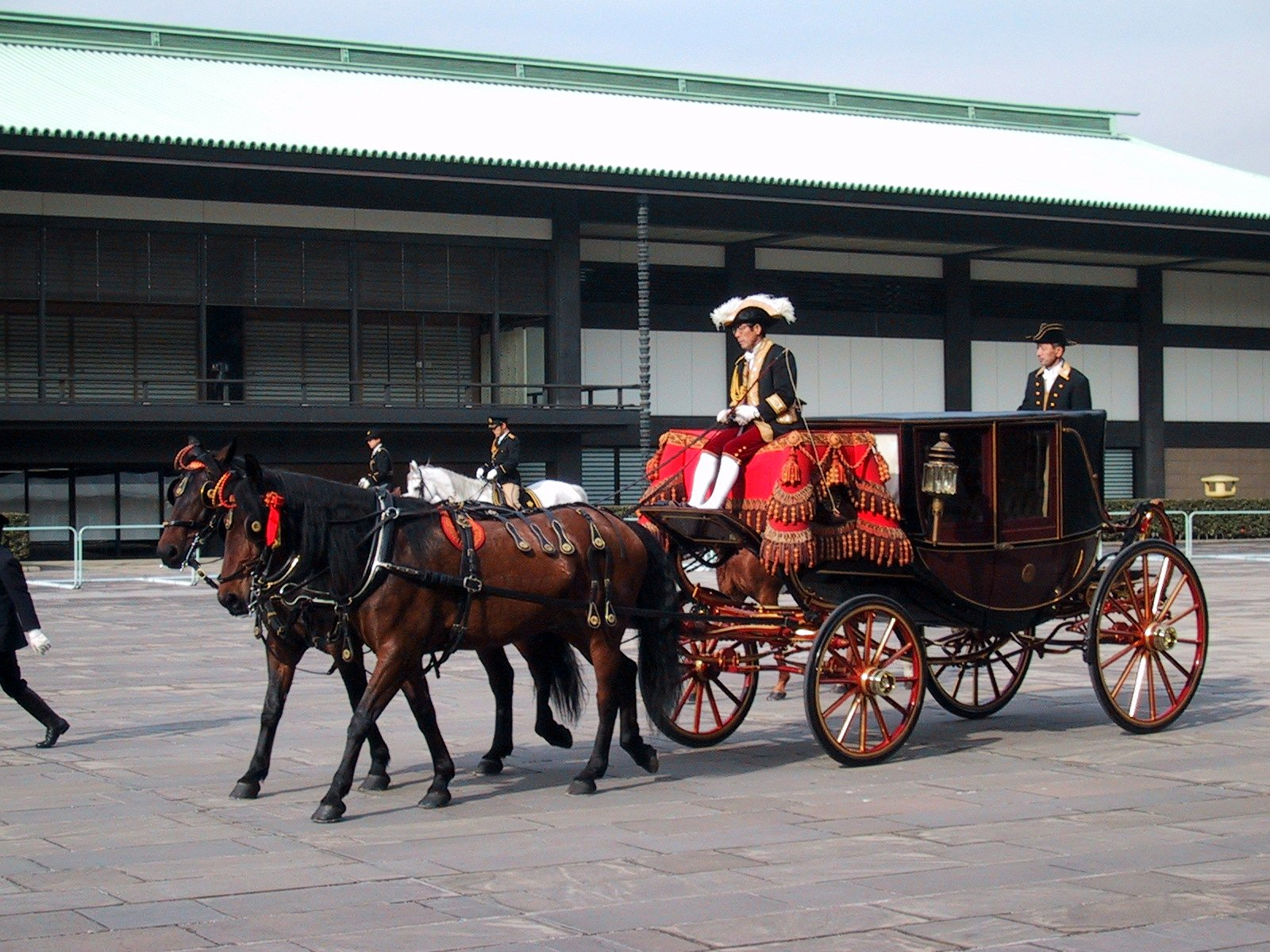
特命全権大使らを送迎する宮内庁の儀装馬車

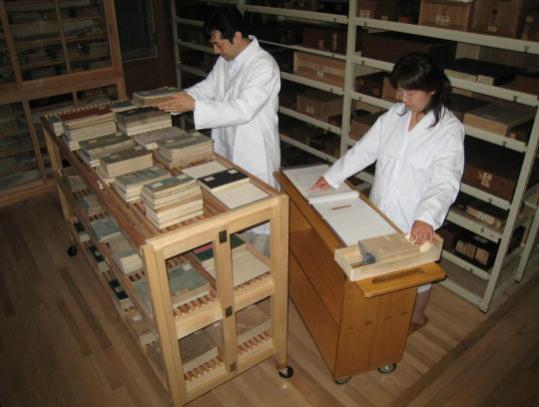
古典籍や古文書類を管理する宮内庁の職員

内閣府設置法第48条および宮内庁法第1条に基づき設置されている宮内庁は、内閣総理大臣の管理の下にあって、皇室関係の国家事務のほか、日本国憲法第7条に掲げる天皇の行う国事行為のうち外国の大使・公使を接受することと儀式を行うことに係る事務を行い、御璽・国璽を保管している。皇室関係の国家事務には、天皇・皇后を始め皇室の構成員（皇族）の宮中における行事や国内外への外出訪問、諸外国との親善などの活動や日常の世話のほか、皇室に伝わる文化の継承、皇居や京都御所等の皇室関連施設の維持管理などがある。
1869年（明治2年）7月8日、古代の太政官制にならって、いわゆる「二官八省」からなる政府が組織されたが、この際、かつての大宝令に規定された宮内省（くないしょう／みやのうちのつかさ）の名称のみを受け継ぐ宮内省が設置され長官として宮内卿が置かれた。1885年（明治18年）に内閣制度が創設される際には、宮内卿に替わって宮内大臣が置かれたが、「宮中府中の別」の原則に従って、宮内大臣は内閣の一員とされなかった。このとき、内大臣、宮中顧問官などの官職も置かれた。1886年（明治19年）には宮内省官制が定められ、2課5職6寮4局の組織が定まった。1889年（明治22年）には、大日本帝国憲法の公布とともに、旧皇室典範が勅定され、皇室自律の原則が確立した。1908年（明治41年）には、皇室令による宮内省官制が施行され、宮内大臣は皇室一切の事務につき天皇を輔弼する機関とされた。
1945年（昭和20年）の終戦の際には、宮内省は、1官房2職8寮2局のほか、内大臣府、掌典職、御歌所、帝室博物館、帝室林野局、学習院など13の外局と京都事務所を持ち、職員6,200人余を擁する大きな組織となっていた。その後、宮内省の事務を他の政府機関に移管もしくは分離独立して機構の縮小を図り、1947年（昭和22年）5月3日の日本国憲法施行とともに、宮内省から宮内府となり、内閣総理大臣の所轄する機関となった。宮内府は、宮内府長官の下、1官房3職4寮（侍従職、皇太后宮職、東宮職、式部寮、図書寮、内蔵寮、主殿寮）と京都事務所が置かれ、職員数も1,500人弱となった。
1949年（昭和24年）6月1日には、総理府設置法の施行により、宮内府は宮内庁となって総理府の外局となり、宮内庁長官の下に宮内庁次長が置かれ、1官房3職2部と京都事務所が設置された。2001年（平成13年）1月6日には、中央省庁改革の一環として内閣府設置法が施行され、宮内庁は内閣府に置かれる機関となった。
2019年（平成31年／令和元年）、天皇の退位等に関する皇室典範特例法によって明仁から徳仁への皇位継承が行われたことに伴う組織改正により、上皇職及び皇嗣職が新設され、1官房5職2部と京都事務所の体制となった。

### 広報体制の整備へ（SNSの活用）
眞子内親王の結婚について週刊誌報道やインターネット上の書き込みが内親王の精神状態や体調に悪影響を与えた事実を重視し、2022年（令和4年）8月、宮内庁は皇室に関する正確な情報を広く伝えるため、担当の幹部職員を置いてSNSなどで積極的に発信していくことを明らかにした。役職としては広報体制の整備のため参事官ポストの新設と、広報担当の職員2人の増員が検討されている。
9月8日、西村泰彦宮内庁長官により、開設した場合予想される一部の国民による炎上のリスクが指摘され、開設が最終的な決定事項でない旨説明された。
2023年（令和5年）4月1日、長官官房総務課に新たに「広報室」を設置した。初代室長には警察庁出身者の藤原麻衣子が就任し、積極的な広報や新たな情報発信方法を検討する。
皇室ジャーナリストで宮内庁の内情に詳しい高清水有子によれば2023年12月時点で宮内庁広報室は、SNSで秋篠宮家に対しバッシングする相手についてはすでに個人を特定しており、収集した情報を元に今後、発信者に対し対処をしていく予定であるとしている。

#### Instagramの開設
2024年（令和6年）3月25日、宮内庁は同年4月からInstagramに公式アカウントを開設することを発表。同月1日から運用を開始した。
開設当初は天皇や皇后の公務に関する画像や動画を投稿するとしている。なお、画像や動画などの投稿は宮内庁職員が行い、皇族が投稿することは無いとしている。また、コメント欄は開設しない。
他のアカウントとの相互フォローについては外国の王室から申請があれば検討すると説明していたが、2024年4月10日にオランダ王室のアカウントが宮内庁のアカウントをフォローしたのを受けて、同庁も翌11日にフォローバックを行ったため、初の相互フォローの事例となった。2025年8月現在、上記に加え合計5つの外国王室公式アカウントと相互フォローとなっている。

#### YouTubeの開設
2025年（令和7年）3月28日、宮内庁は同年4月からYouTubeに公式アカウントを開設することを発表。同月1日から運用を開始した。
内容はInstagramと同様の内容となるものの、Instagramでは投稿できない長時間の動画も投稿する。コメント欄は開設しないが、評価を示すボタンは利用可能としている。
アカウントの運用を開始した1週間後の4月8日にはチャンネル登録者数が10万人を超え、5月1日には「銀の盾」が宮内庁に届いたことが報道された。

## 庁舎

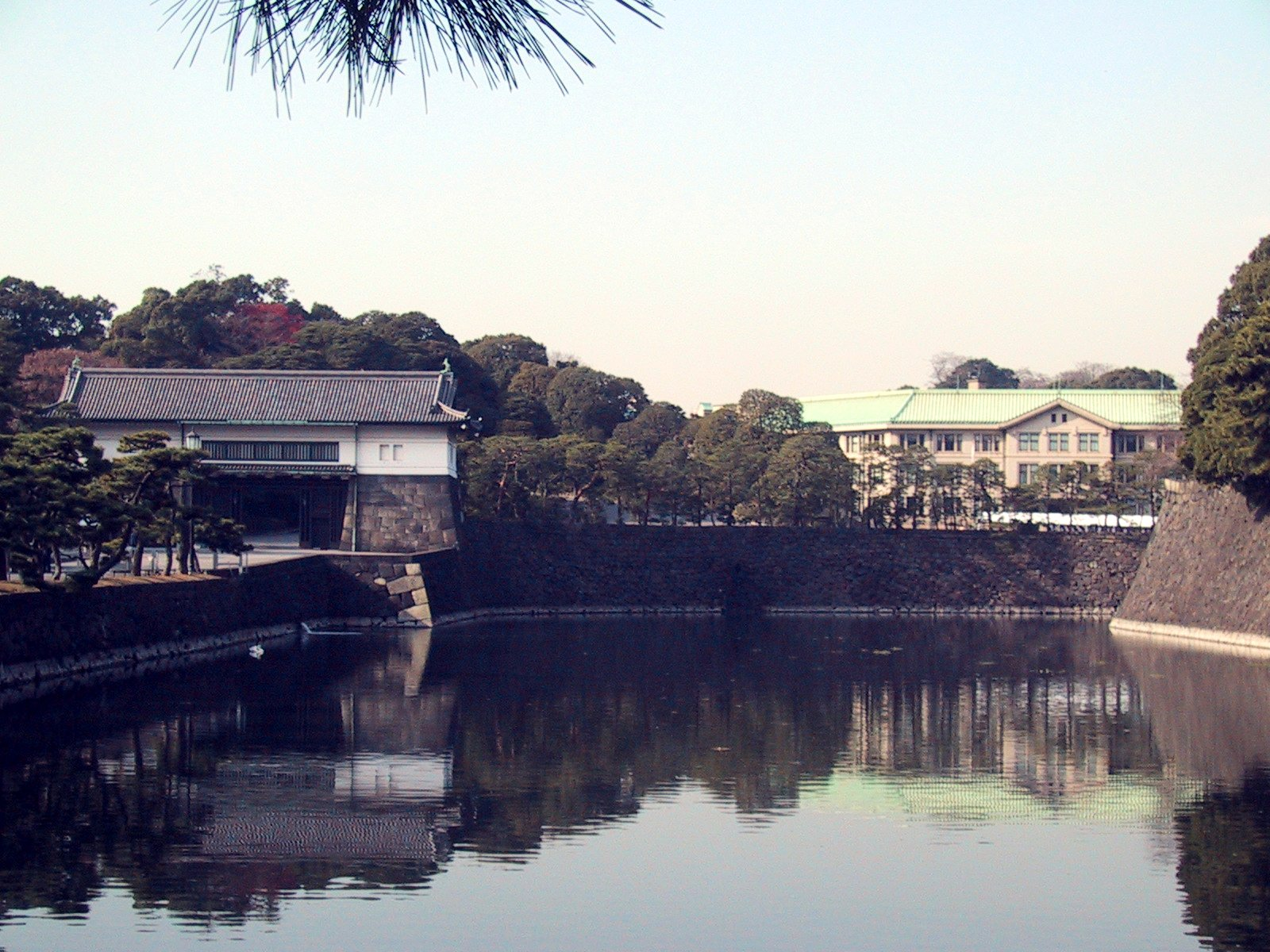
宮内庁庁舎、坂下門

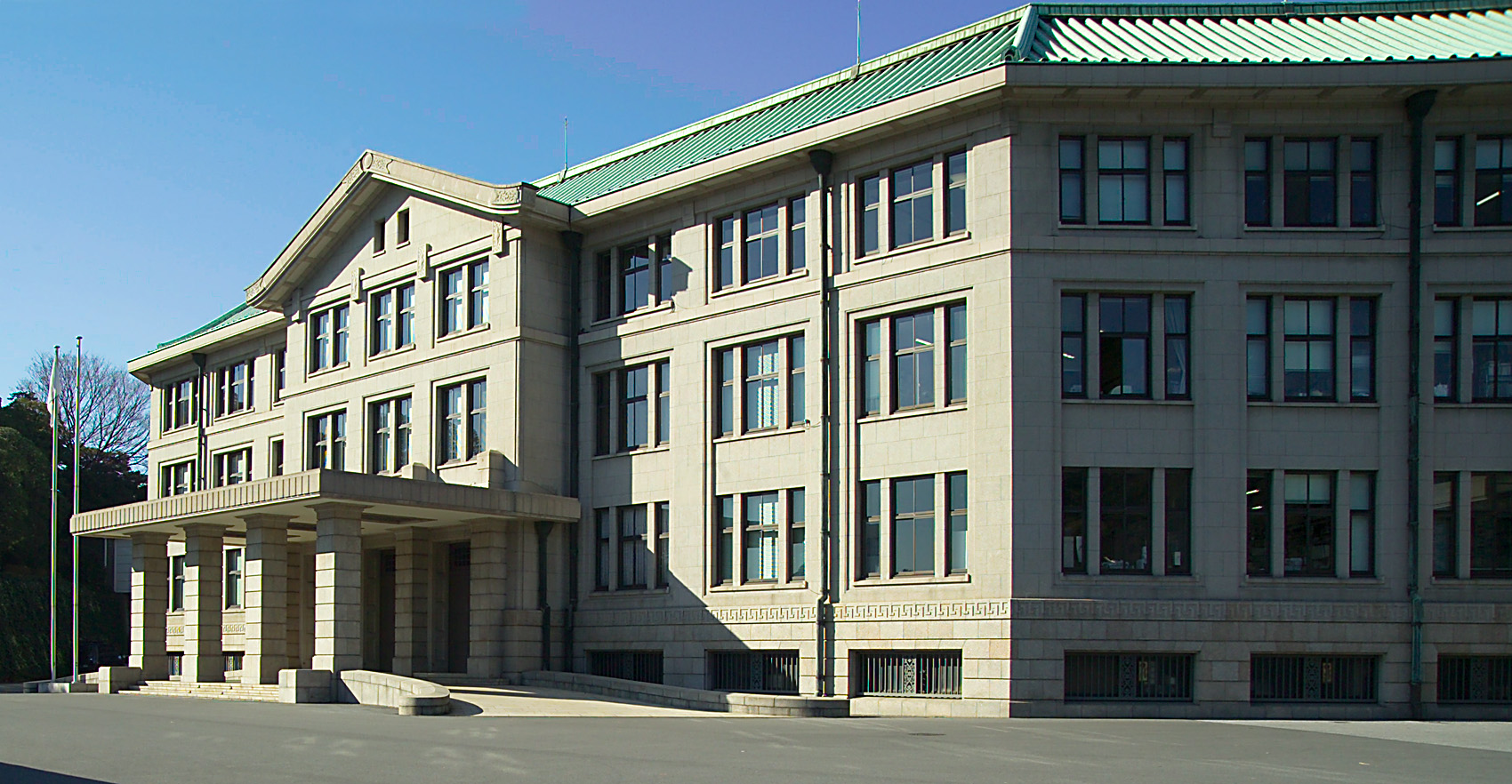
宮内庁庁舎の正面玄関

1935年（昭和10年）に建設された。「宮内庁」の表札等はない。1945年（昭和20年）に第二次世界大戦下のアメリカ軍による日本本土空襲のために明治宮殿が焼失してから今の宮殿（新宮殿）が建設されるまでの間、仮宮殿として使用された。現在の宮殿とは、渡り廊下（紅葉渡）で接している。
- 所在地：東京都千代田区千代田1番1（皇居内、坂下門の北側）
  - なお、皇居全体が一地域「千代田」である。
- 宮内庁内郵便局
  - 1924年（大正13年）9月に開局する。日本郵便株式会社が設置する郵便局であり、宮内庁の組織ではない。利用者が限定されているわけではないが、当局が入居している宮内庁庁舎には宮内庁職員など関係者しか立ち入りが認められていないため、事実上関係者のみ利用可能となっている。
- 食堂
  - 宮内庁職員、関係者、記者クラブ関係者が利用できる普通の職員食堂であるが、ここには御料牧場で生産された牛乳の自動販売機が設置されており、食堂を利用できる者であれば誰でも購入可能である。瓶牛乳1本60円。
- 警視庁職員信用組合宮内庁出張所

## 所掌事務
宮内庁法第2条は計20号に及ぶ事務を列記し、所掌させている。具体的には以下などに関することがある。
| - 皇室制度の調査（第1号） - 行幸啓（第2号） - 賜与及び受納（第3号） - 皇室会議及び皇室経済会議（第4号） - 御璽国璽の保管（第5号） - 側近（第6号） - 皇族（第7号） | - 儀式（第8号） - 交際（第9号） - 雅楽（第10号） - 皇統譜の調製、登録及び保管（第11号） - 陵墓（第12号） - 図書及び記録の保管、出納、複刻及び編集（第13号） - 皇室用財産の管理（第14号） | - 供進及び調理（第15号） - 皇室の車馬（第16号） - 皇室の衛生（第17号） - 正倉院宝庫及び正倉院宝物（第18号） - 御料牧場（第19号） - 前各号に掲げるもののほか、法律（法律に基づく命令を含む。）に基づき、宮内庁に属させられた事務（第20号） |

## 組織

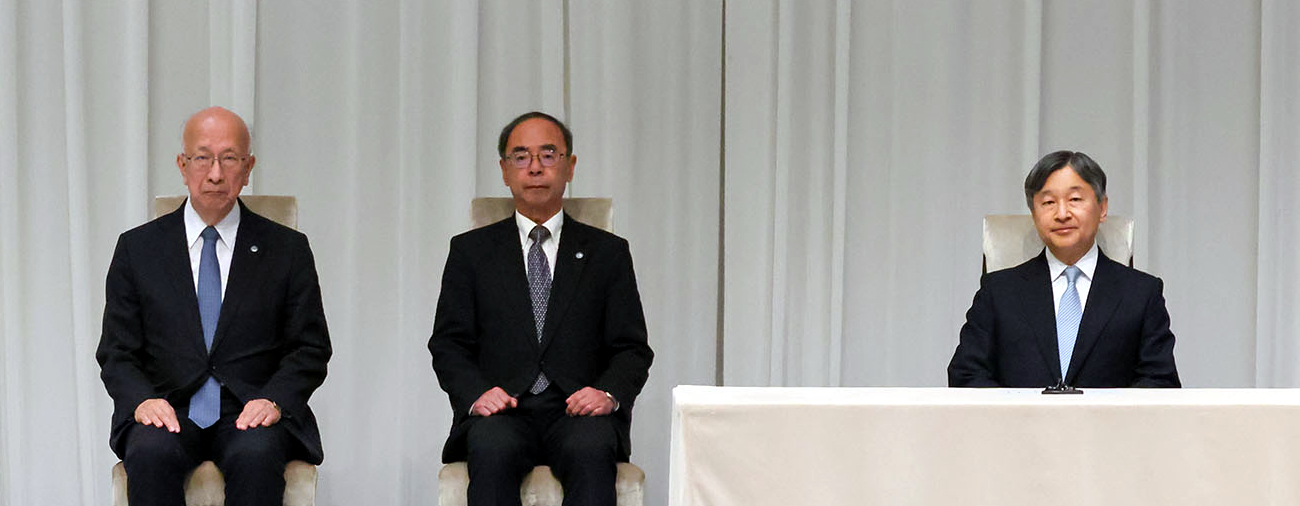
今上天皇（前方右）と侍坐する宮内庁長官（後方中央）、侍従長（後方左）（2025年6月2日、気象業務百五十周年記念式典にて）

宮内庁の内部組織は一般に、法律の宮内庁法、政令の宮内庁組織令および総理府令（現在の内閣府令）の宮内庁組織規則が階層的に規定している。
内部部局（長官官房、5職、2部）、2施設等機関、1地方支分部局を設置する。宮内庁長官、侍従長（侍従職の長）と上皇侍従長（上皇職の長）は認証官。他省庁と異なり、部課制ではない「職」という組織があるが、これは戦前の宮内省時代からの慣習による。
侍従職と東宮職はそれぞれ天皇一家、皇太子一家の側近奉仕という特質上、皇位継承があった場合、東宮職の職員は即位した天皇皇后について侍従職に移り、逆にもとにいた侍従職の職員のほとんどが、崩御した前天皇の皇后であった皇太后の側近奉仕をする皇太后宮職に移るか、新皇太子の側近奉仕をする東宮職に移る。
なお、2019年（平成31年／令和元年）の皇位継承時には、侍従職職員81名のうち、御璽・国璽・御物の管理担当の職員以外の65名が上皇職職員となり、東宮職職員が侍従職職員に異動、秋篠宮家を担当していた職員が皇嗣職職員となる形式がとられたため、職員の割り当ては以下の通りとなる。
1. 侍従職（定員75名）
2. 上皇職（定員65名）
3. 皇嗣職（定員51名）

2025年（令和7年）4月1日に改正された行政機関職員定員令に定める定員1,048名中63名が特別職、985名が一般職である。なお下記の国家公務員法に規定する特別職7人は、定員に含まれない。
特別職の内訳は以下の2種類からなる。
国家公務員法で規定するもの
- 宮内庁長官
- 侍従長
- 上皇侍従長
- 皇嗣職大夫
- 式部官長
- 侍従次長
- 上皇侍従次長

人事院規則で規定するもの
- 宮内庁長官秘書官
- 宮務主管
- 皇室医務主管
- 侍従
- 女官長
- 女官
- 侍医長
- 侍医
- 上皇侍従
- 上皇女官長
- 上皇女官
- 上皇侍医長
- 上皇侍医
- 皇嗣職宮務官長
- 皇嗣職宮務官
- 皇嗣職侍医長
- 皇嗣職侍医
- 宮務官
- 侍女長

一般職は宮内庁次長を筆頭に、内閣府事務官、内閣府技官などとなっている。
皇室典範に基づき開かれる皇室会議、皇室経済法に基づき開かれる皇室経済会議は宮内庁の機関ではない。
天皇皇族の護衛、皇居や御所の警備を行う皇宮警察本部は、警察庁の機関である。
また、天皇皇后の諮問に応じる宮内庁参与、宮内庁御用掛、生物学研究所や紅葉山御養蚕所の職員、宮中祭祀を担当する掌典職の職員は宮内庁その他の国の機関の職員（国家公務員）ではない。詳細は当該項目を参照。

### 幹部
- 宮内庁長官（特別職。副大臣級）
- 宮内庁次長（指定職8号俸。事務次官級）

### 内部部局
2019年（令和元年）5月1日の天皇徳仁の即位および皇后雅子の立后以降は、譲位後の上皇明仁および上皇后美智子の家政機関として「上皇職」を設置し、皇太子が不在となるため「東宮職」に代わり皇嗣となる秋篠宮文仁親王の一家（秋篠宮家）の家政機関として「皇嗣職」が設置された。なお、皇嗣職が設置されている間、東宮職が設置されることはない。
- 長官官房
  - 秘書課・総務課・宮務課・主計課・用度課と宮内庁病院がある。
  - このほか、審議官、宮務主管、皇室経済主管、皇室医務主管などを置き、秘書課に調査企画室、総務課に広報室及び報道室が置かれている。
  - 秘書課
    - 皇室会議に関すること及び皇室制度の調査統計のほか、公文書の接受発送、文書の審査進達、官報掲載等の文書事務並びに職員の人事、給与、保健及び福利厚生に関することを担当している。

  - 総務課
    - 行幸啓に関すること、災害に対する見舞い金、優良社会事業団体等に対する事業奨励金などの賜与、献上品の受納、拝謁、午餐、茶等、新年・天皇誕生日の一般参賀、広報に関すること、報道に関すること及び皇居・赤坂御用地の勤労奉仕作業に関することを担当している。

  - 宮務課
    - 常陸宮、三笠宮、高円宮の各宮家に関する事務を担当している。

  - 主計課
    - 経費及び収入の予算、決算及び会計、皇室経済会議並びに会計の監査に関することを担当している。

  - 用度課
    - 備品、消耗品、営繕用資材、器具等物品の管理及びその検査に関することを担当している。

  - 宮内庁病院
    - 天皇・皇族の診療を行う病院であり、併せて宮内庁職員その他一般の患者の診療も行っている。
- 侍従職
  - 侍従長の統括の下に、侍従次長・侍従・女官長・女官・侍医長・侍医などの職員が、天皇皇后・愛子内親王の直接身近のことを担当し、御璽・国璽を保管している。
- 上皇職
  - 上皇侍従長の統括の下に、上皇侍従次長・上皇侍従・上皇女官長・上皇女官・上皇侍医長・上皇侍医などの職員が、上皇上皇后の直接身近のことを担当している。
- 皇嗣職
  - 皇嗣職大夫の統括の下に、皇嗣職宮務官長・皇嗣職宮務官・皇嗣職侍医長・皇嗣職侍医などの職員が、皇嗣秋篠宮文仁親王同妃紀子・佳子内親王・悠仁親王の直接身近のことを担当している。
- 式部職
  - 式部官長の統括の下に、儀式のことを総括する式部副長が置かれ、その下の式部官が儀式、雅楽・洋楽、鴨場接待に関することを担当している。雅楽・洋楽は楽部が扱っている。また、外事を総括する式部副長が置かれ、その下の式部官以下が外国交際に関することを担当している。
- 書陵部
  - 書陵部長の統括の下に、図書課・編修課・陵墓課と多摩・桃山・月輪・畝傍・古市の5つの陵墓監区事務所がある。また、図書課に宮内公文書館と図書寮文庫が置かれている。
  - 図書課
    - 皇統譜の調製、登録及び保管、皇室伝来の古文書など図書及び記録の保管、修補、出納及び復刻、宮内庁関係の保存文書の編集及び保管、国立国会図書館支部宮内庁図書館及び正倉院に関することを担当している。

  - 編修課
    - 歴代天皇及び皇族の実録の編修、『皇室制度史料』その他の図書及び記録の編修に関することを担当している。

  - 陵墓課
    - 陵墓の管理、調査及び考証に関することを担当している。

  - 陵墓監区事務所
    - 各地方に散在する陵墓等を、多摩監区、桃山監区、月輪監区、畝傍監区及び古市監区の5監区に分け、各監区ごとに事務所を設けて管理している。
- 管理部
  - 管理部長の統括の下に、管理課・工務課・庭園課・大膳課・車馬課・宮殿管理官と那須・須崎・葉山の3つの御用邸管理事務所・皇居東御苑管理事務所がある。
  - 管理課
    - 宮内庁所管の国有財産（皇室用財産及び公用財産）の管理、皇居その他の参観、工事の監査、防疫、消毒その他の衛生、庁舎の清掃整備及び御料牧場に関することを担当している。

  - 工務課
    - 宮内庁所管の国有財産について、その新営、維持に必要な建築、土木、その他の工事及び水道、電気、ガスその他の設備に関することを担当している。

  - 庭園課
    - 庭園、園芸及び樹林に関することを担当している。

  - 大膳課
    - 宮中行事の際に饗宴、茶会などのほか、天皇、上皇及び内廷にある皇族等の日常の食事についての供進及び調理に関することを担当している。

  - 車馬課
    - 自動車、馬車及び馬に関することを担当している。

  - 宮殿管理官
    - 宮殿の管守、布設等宮殿の運営の管理に関する事務を担当している。

  - 御用邸管理事務所
    - 那須御用邸、須崎御用邸及び葉山御用邸の管理に関する事務を担当している。

  - 皇居東御苑管理事務所
    - 皇居東御苑の管理に関する事務を担当している。

### 施設等機関
正倉院宝物・聖語蔵経巻の保存管理などを行う正倉院事務所と牧畜などを行う御料牧場がある。
- 正倉院事務所（奈良県奈良市）
  - 正倉院宝物及び聖語蔵経巻を保存管理するとともに、それらの調査、研究、整理、修補及び復元模造を行うほか正倉、聖語蔵、東西両宝庫等の建物及び土地の管理などを担当している。
- 御料牧場（栃木県塩谷郡高根沢町・芳賀郡芳賀町）
  - 皇室の用に供する家畜の飼養、農畜産物の生産及びこれらに附帯する事業を担当している。

### 地方支分部局
宮内庁京都事務所が置かれ、京都御所・京都大宮御所・京都仙洞御所・桂離宮・修学院離宮と桃山・月輪・畝傍・古市各陵墓監区内の陵墓地などの国有財産の管理等の事務を担当している。
- 京都事務所（京都府京都市上京区京都御苑）
  - 国有財産である京都御所、京都大宮御所、京都仙洞御所、桂離宮、修学院離宮と桃山陵墓監区、月輪陵墓監区、畝傍陵墓監区、古市陵墓監区の各所轄の近畿地方の天皇陵や皇族の墓を管理する。

## 財政
2025年度（令和7年度）一般会計当初予算における宮内庁所所管の歳出予算は 119億1431万円。他に皇室費として113億7199万3千円が計上されている。内訳は、内廷費が3億2400万円、宮廷費が108億1222万8千円、皇族費が2億3576万5千円となっている。内廷費及び皇族費として支出されたものは、御手元金となるものとし、宮内庁の経理に属する公金としないとされている。

## 長官
宮内庁の長は宮内庁長官で（宮内庁法第8条1項）、その任免は天皇が認証する（同条2項）。
1947年（昭和22年）5月3日の日本国憲法施行の日に宮内府及び宮内府長官が設置され、1949年（昭和24年）に宮内庁及び宮内庁長官と改称された後も一貫して長官の職は認証官である。
また宮内庁長官は特別職の国家公務員であり（国家公務員法第2条3項10号）、その給与は副大臣級である。
宮内庁長官は宮内庁の事務を統括し、職員の服務について統督する権限があるほか（宮内庁法第8条3項）、宮内庁の所掌事務について、内閣総理大臣に対し内閣府令を発することを求める権限（同条4項）、告示を発する権限（同条5項）、所管の諸機関及び職員に対し訓令又は通達を発する権限（同条6項）、皇宮警察の事務につき警察庁長官に対して所要の措置を求める権限（同条7項）などがある。
宮内庁長官には、旧内務省系官庁の事務次官あるいはそれに準ずるポスト（警視総監）の経験者が、宮内庁次長を経て就任することが慣例となっている。
| 代         |            | 氏名       | 在任期間                                               | 出身官庁       | 備考         |
| 宮内府長官 | 宮内府長官 | 宮内府長官 | 宮内府長官                                             | 宮内府長官     | 宮内府長官   |
| ---------- | ---------- | ---------- | ------------------------------------------------------ | -------------- | ------------ |
| 1          |            | 松平慶民   | 1947年（昭和22年）5月3日 - 1948年（昭和23年）6月5日    | 宮内省         | 叙・一級     |
| 2          |            | 田島道治   | 1948年（昭和23年）6月5日 - 1949年（昭和24年）5月31日   | 民間           | 叙・一級     |
| 宮内庁長官 |            |            |                                                        |                |              |
| 1          |            | 田島道治   | 1949年（昭和24年）6月1日 - 1953年（昭和28年）12月16日  | 民間           | 引き続き一級 |
| 2          |            | 宇佐美毅   | 1953年（昭和28年）12月16日 - 1978年（昭和53年）5月26日 | 内務省         | 叙・一級     |
| 3          |            | 富田朝彦   | 1978年（昭和53年）5月26日 - 1988年（昭和63年）6月14日  | 警察庁         | 叙・一級     |
| 4          |            | 藤森昭一   | 1988年（昭和63年）6月14日 - 1996年（平成8年）1月19日   | 厚生省・環境庁 | 叙・一級     |
| 5          |            | 鎌倉節     | 1996年（平成8年）1月19日 - 2001年（平成13年）4月2日    | 警察庁         | 叙・一級     |
| 6          |            | 湯浅利夫   | 2001年（平成13年）4月2日 - 2005年（平成17年）4月1日    | 自治省         |              |
| 7          |            | 羽毛田信吾 | 2005年（平成17年）4月1日 - 2012年（平成24年）6月1日    | 厚生省         |              |
| 8          |            | 風岡典之   | 2012年（平成24年）6月1日 - 2016年（平成28年）9月26日   | 建設省         |              |
| 9          |            | 山本信一郎 | 2016年（平成28年）9月26日 - 2019年（令和元年）12月17日 | 自治省         |              |
| 10         |            | 西村泰彦   | 2019年（令和元年）12月17日 -                           | 警察庁         |              |

- 2001年（平成13年）1月6日の中央省庁再編施行とともに、叙級制度は廃止。

## 次長
宮内庁には、宮内庁次長（1人）を置くこととされ（宮内庁法9条1項）、宮内庁次長は、長官を助け、庁務を整理し、各部局の事務を監督することと定められる（同条2項）。
宮内庁次長は、特別職の宮内庁長官と異なり一般職の国家公務員であり、給与は指定職8号俸の事務次官級であり、特別職の上皇侍従長と式部官長と同等である。
| 代         |  | 氏名       | 在任期間                                                | 前職                              | 備考                     |
| ---------- |  | ---------- | ------------------------------------------------------- | --------------------------------- | ------------------------ |
| 宮内府次長 |  |            |                                                         |                                   |                          |
| 1          |  | 加藤進     | 1947年（昭和22年）5月3日 - 1948年（昭和23年）8月2日     | 宮内省総務局長                    | 叙・一級                 |
| 2          |  | 林敬三     | 1948年（昭和23年）8月2日 - 1949年（昭和24年）5月31日    | 内事局長官                        | 叙・一級                 |
| 宮内庁次長 |  |            |                                                         |                                   |                          |
| 1          |  | 林敬三     | 1949年（昭和24年）6月1日 - 1950年（昭和25年）10月9日    |                                   | 引き続き一級             |
| 2          |  | 宇佐美毅   | 1950年（昭和25年）10月9日 - 1953年（昭和28年）12月16日  | 東京都教育長 東京住宅協会専務理事 |                          |
| -          |  | 宇佐美毅   | 1953年（昭和28年）12月16日 - 1953年（昭和28年）12月18日 |                                   | 宮内庁長官による事務取扱 |
| 3          |  | 瓜生順良   | 1953年（昭和28年）12月18日 - 1974年（昭和49年）11月26日 |                                   |                          |
| 4          |  | 富田朝彦   | 1974年（昭和49年）11月26日 - 1978年（昭和53年）5月26日  | 警視庁副総監 内閣調査室長         |                          |
| 5          |  | 山本悟     | 1978年（昭和53年）5月26日 - 1988年（昭和63年）4月13日   | 自治省財政局長                    |                          |
| 6          |  | 藤森昭一   | 1988年（昭和63年）4月13日 - 1988年（昭和63年）6月14日   | 内閣官房副長官                    |                          |
| 7          |  | 宮尾盤     | 1988年（昭和63年）6月14日 - 1994年（平成6年）3月31日    | 宮内庁管理部長                    |                          |
| 8          |  | 鎌倉節     | 1994年（平成6年）4月1日 - 1996年（平成8年）1月19日      | 警視総監                          |                          |
| 9          |  | 森幸男     | 1996年（平成8年）1月19日 - 2000年（平成12年）3月31日    | 環境事務次官 東宮大夫             |                          |
| 10         |  | 湯浅利夫   | 2000年（平成12年）4月1日 - 2001年（平成13年）4月2日     | 自治事務次官                      |                          |
| 11         |  | 羽毛田信吾 | 2001年（平成13年）4月2日 - 2005年（平成17年）4月1日     | 厚生事務次官                      |                          |
| 12         |  | 風岡典之   | 2005年（平成17年）4月1日 - 2012年（平成24年）6月1日     | 国土交通事務次官                  |                          |
| 13         |  | 山本信一郎 | 2012年（平成24年）6月1日 - 2016年（平成28年）9月26日    | 内閣府事務次官                    |                          |
| 14         |  | 西村泰彦   | 2016年（平成28年）9月26日 - 2019年（令和元年）12月17日  | 警視総監 内閣危機管理監           |                          |
| 15         |  | 池田憲治   | 2019年（令和元年）12月17日 - 2023年（令和5年）12月19日  | 全国市町村国際文化研修所学長      |                          |
| 16         |  | 黒田武一郎 | 2023年（令和5年）12月19日 -                             | 総務事務次官                      |                          |

- 1950年（昭和25年）6月1日以降、叙級なし。

## 幹部職員
令和7年（2025年）8月4日現在、宮内庁の幹部は以下のとおりである。
| 部局         | 職             | 名前       |
| ------------ | -------------- | ---------- |
|              | 宮内庁長官     | 西村泰彦   |
| 宮内庁次長   | 黒田武一郎     |            |
| 長官官房     | 審議官         | 伊藤敬     |
| 長官官房     | 宮務主管       | 諸橋省明   |
| 長官官房     | 皇室経済主管   | 五嶋青也   |
| 長官官房     | 皇室医務主管   | 永井良三   |
| 侍従職       | 侍従長         | 別所浩郎   |
| 侍従職       | 侍従次長       | 坂根工博   |
| 侍従職       | 侍医長         | 大庭成喜   |
| 侍従職       | 女官長         | 西宮幸子   |
| 上皇職       | 上皇侍従長     | 河相周夫   |
| 上皇職       | 上皇侍従次長   | 高橋美佐男 |
| 上皇職       | 上皇侍医長     | 市倉隆     |
| 上皇職       | 上皇女官長     | 伊東典子   |
| 皇嗣職       | 皇嗣職大夫     | 吉田尚正   |
| 皇嗣職       | 皇嗣職宮務官長 | 小山永樹   |
| 皇嗣職       | 皇嗣職侍医長   | 山本晃太   |
| 式部職       | 式部官長       | 伊原純一   |
| 書陵部       | 書陵部長       | 難波健太   |
| 管理部       | 管理部長       | 古賀浩史   |
| 正倉院事務所 | 正倉院事務所長 | 飯田剛彦   |
| 御料牧場     | 御料牧場長     | 葛谷好弘   |
| 京都事務所   | 京都事務所長   | 武田誠司   |